# Have You Ever Really Loved a Woman?
«Have You Ever Really Loved a Woman?» (en español: «¿Alguna vez has amado realmente a una mujer?») es una canción escrita por Bryan Adams, Michael Kamen y Robert John "Mutt" Lange en 1995, para la película Don Juan DeMarco.
Su melodía fue utilizada como cortina musical a lo largo de todo el largometraje y como canción en sí en tres ocasiones, dos de ella interpretadas por otros cantantes y una más interpretada por el mismo Adams. El tema cuenta con la presencia del reconocido guitarrista flamenco Paco de Lucía y se mantuvo en el número 1 de las listas estadounidenses por 5 semanas. Además fue nominada al Oscar como Mejor banda sonora por la película de la cual formó parte.

## Versión de Il Divo
El cuarteto musical Il Divo compuesto por cuatro cantantes masculinos: el suizo Urs Bühler, el español Carlos Marín, el estadounidense David Miller y el francés Sébastien Izambard, versionaron a cuatro voces melódicas el tema, incluido en su álbum Siempre de 2006.

## Posicionamiento y ventas
| Listas (1995)                                | Posiciones pico |
| -------------------------------------------- | --------------- |
| Australian ARIA Singles Chart                | 1               |
| Austrian Singles Chart                       | 1               |
| Belgian (Franders) Singles Chart             | 3               |
| Belgian (Wallonia) Singles Chart             | 2               |
| Dutch Top 40                                 | 2               |
| Eurochart Hot 100[cita requerida]            | 1               |
| French SNEP Singles Chart                    | 5               |
| German Singles Chart                         | 3               |
| Irish Singles Chart                          | 3               |
| New Zealand RIANZ Singles Chart              | 9               |
| Norwegian Singles Chart                      | 5               |
| Swedish Singles Chart                        | 6               |
| Swiss Singles Chart                          | 1               |
| UK Singles Chart                             | 4               |
| U.S. Billboard Hot 100                       | 1               |
| U.S. Billboard Hot Adult Contemporary Tracks | 1               |
| U.S. Billboard Hot Adult Top 40 Tracks       | 21              |
| U.S. Billboard Rhythmic Top 40               | 29              |
| U.S. Billboard Top 40 Mainstream             | 5               |

| Fin de año (1995)                | Posiciones |
| -------------------------------- | ---------- |
| Australian ARIA Singles Chart    | 6          |
| Austrian Singles Chart           | 6          |
| Belgian (Flanders) Singles Chart | 9          |
| Belgian (Wallonia) Singles Chart | 8          |
| Dutch Top 40                     | 7          |
| French Singles Chart             | 13         |
| Swiss Singles Chart              | 1          |
| U.S. Billboard Hot 100           | 16         |

| Listas (1990–1999)     | Posición |
| ---------------------- | -------- |
| U.S. Billboard Hot 100 | 54       |

| País                  | Certificación |
| --------------------- | ------------- |
| Austria(IFPI Austria) | Oro           |
| Alemania (BM)         | Oro           |
| Suecia (FPI Suecia)   | Oro           |
| Suiza (Ultratop)      | Oro           |
| Reino Unido (BPI)     | Platino       |

### Lista de sucesiones
| Predecesor: "This Is How We Do It" por Montell Jordan         | Billboard Hot 100 Sencillos número uno 3 de junio de 1995 - 1 de julio de 1995 (5 semanaas) | Sucesor: "Waterfalls" por TLC                      |
| Predecesor: "Believe" by Elton John                           | Billboard Adulto Contemporáneo sencillos número uno 3 de junio de 1995 - 1 de julio de 1995 | Sucesor: "I'll Be There for You" by The Rembrandts |
| Predecesor: "Scatman (Ski-Ba-Bop-Ba-Dop-Bop)" by Scatman John | Swiss number one single 2 de julio de 1995 - 9 de julio de 1995 (2 semanas)                 | Sucesor: "Wish You Were Here" by Rednex            |
| Predecesor: "Mouth" by Merril Bainbridge                      | Australia (ARIA) number one single 2 de julio de 1995 (1 week)                              | Sucesor: "Wish You Were Here" por Rednex           |
| Predecesor: "Laß uns schmutzig Liebe machen" by Die Schröders | Austrian number one single 16 de julio de 1995 (1 week)                                     | Sucesor: "Wish You Were Here" by Rednex            |
| Predecesor: "Scream/Childhood" by Michael and Janet Jackson   | Eurochart Hot 100 number one single 22 de julio de 1995 - 29 de julio (2 weeks)             | Sucesor: "Shy Guy" by Diana King                   |